# Premiul Nobel pentru fiziologie sau medicină
Premiul Nobel pentru fiziologie sau medicină (în suedeză Nobelpriset i fysiologi eller medicin) este un premiu acordat anual pentru contribuții excepționale în domeniul științelor vieții, de către Fundația Nobel prin intermediul Consiliului Nobel al Institutului Karolinska și este considerat drept cel mai râvnit premiu în domeniul medical și științelor vieții. Premiul este unul din cele cinci menționate expres în testamentul inventatorului dinamitei, Alfred Nobel. Fondat în 1895 de către Nobel, care avea un interes deosebit pentru recompensarea cercetării obținute în laboratoare, în special pentru fiziologia experimentală, premiul se acordă anual la data de 10 decembrie, cu ocazia aniversării morții lui Nobel și constă în o medalie, o diplomă și un certificat pentru ridicarea premiului în bani. Pe aversul medaliei este portretului lui Nobel care privește spre stânga - identic ca și medaliile premiilor pentru chimie, fizică și literatură, iar reversul este unic, doar pentru acest premiu și înfățișează Medicina cu o carte deschisă în poală care colectează apă pentru a potoli setea unei fete bolnave.
Premiul s-a acordat pentru prima dată în anul 1901 fiziologului german Adolf Behring, pentru descoperirile sale în domeniul terapiei serice și vaccinului antidifteric. Prima femeie premiată a fost Gerty Cori în 1947, pentru contribuțiile sale în elucidarea metabolismului glucozei. În ciuda reputației premiului, au existat unii laureați vehement contestați sau dispute asupra meritelor, ori neincluderea unor membrii ai echipelor de cercetare. Controverse și propuneri de reformă asupra acordării premiilor intens promovate în contextul actual al cercetării științifice, unde munca de cercetare nu se mai face individual și ca efort de echipă.

## Premiul
Premiul constă în o medalie de aur, o diplomă decorată care enumeră numele laureatului și motivul acordării și un premiu în bani. Ceremonia de acordare are loc la Sala de Concerte din Stockholm.

### Medalia
Medaliile au fost bătute la monetăria suedeză, Myntverket până în anul 2010, în 2011 la monetăria Norvegiei, iar din 2012 contractul a fost atribuit  companiei Svenska Medalj AB și sunt mărci înregistrate ale fundației Nobel. 
Obversul medaliei îl înfățișează pe Alfred Nobel în profil, privind spre stânga cu anul nașterii și morții sale, cu un design ușor diferit pentru premiul pentru pace și economie, iar reversul medaliei diferă în funcție de premiu. Medalia premiilor pentru fizică, chimie și literatură au reversul identic, pentru premiul pentru fiziologie și medicină reversul înfățișează Geniul medicinei înfățișată de o femeie, cu o carte deschisă în poală, strângând apa care curge din o stâncă pentru a potoli setea unei fete bolnave. Inscripția de pe reversul medaliei provine din Eneida lui Virgiliu: „Inventas vitam juvat excoluisse per artes”, care se traduce prin „invențiile îmbunătățesc viața înfrumusețată de către artă”.
Medalia a fost confecționată până în 1980 din aur de 23K, dar ulterior ele au fost din electrum, sau aur verde de 18K, placate cu aur de 24K. Greutatea medaliei este de 175 de grame.

### Diploma
Laureații premiului primesc o diplomă înmânată de către regele Suediei, cu un design unic realizat pentru fiecare dintre laureați. Diploma are formatul de diptic, cu două părți, stângă care conține grafică și text, iar partea dreaptă textul diplomei în suedeză și numele laureatului de obicei în cerneală roșie. Diploma are dimensiunea de 23x35 cm. 

## Legături externe
- en  Pagina oficială a Fundației Nobel cu lista tuturor laureaților
- en  The Nobel Prize in Physiology or Medicine
- en  Official site of the Nobel Foundation.